# The World of Indiana Jones
The World of Indiana Jones è un gioco di ruolo pubblicato dalla West End Games nel 1994, basato sulla franchise Indiana Jones. La West End Games acquisì i diritti di pubblicazione un gioco di ruolo basato sul personaggio di Indiana Jones dieci anni dopo la pubblicazione di  Adventures of Indiana Jones da parte della TSR  (1984).
Il gioco fu pubblicato dalla West End Games a metà come parte della linea di giochi basati sul sistema universale Masterbook a metà degli novanta nel tentativo di trovare una licenza che replicasse il successo ottenuto in precedenza con Ghostbusters e Guerre stellari - Il gioco di ruolo (The Star Wars Roleplaying Game) Nonostante il tentativo di supportare il gioco con la pubblicazione di diversi supplementi e l'introduzione del sistema D6 System con il supplemento Indiana Jones Adventures  nel 1996,  dopo quattro anni la linea era ormai chiusa, insieme ai rimanenti prodotti della linea Masterbook

## Prodotti
- Greg Farshtey, Brian Sean Perry, Peter Schweighofer (1994). The World of Indiana Jones. Manuale base dell'ambientazione, pubblicato anche come set in scatola con il manuale del sistema Masterbook.
- Bill Olmesdahl e David Pulver (1994). Indiana Jones and the Rising Sun. WEG. Avventura e descrizione del Giappone degli anni trenta
- Peter Schweighofer (1994). Raiders of the Lost Ark. WEG. Un'avventura in solitario più la descrizione dei luoghi e dei personaggi del film I predatori dell'arca perduta
- Ken Cliffe, Greg Farshtey e Teeuwynn Woodruff (1995). Indiana Jones and the Tomb of the Templars. WEG. Avventura in Francia.
- Sanford Berenberg, Bill Smith e John Terra (1995). Indiana Jones and the Lands of Adventure. WEG. Ambientazioni esotiche e luoghi misteriosi di tutto il mondo.
- James Estes, Evan Jamieson, Brian Sean Perry e Lisa Smedman (1995). Indiana Jones and the Golden Vampires. WEG. Avventura ambientata a San Francisco con descrizione della città.
- Adam Gratun, Evan Jamieson, Richard Meyer (1996). Indiana Jones and the Temple of Doom. WEG. Due avventure complete, più una descrizione delle località di Indiana Jones e il tempio maledetto.
- John Robey, Peter Schwighofer, George Strayton, Paul Sudlow, Eric S. Trautmann (1996). Indiana Jones Adventures
- Scott Baron e John Terra (1996). Indiana Jones Artifacts. WEG. Descrizione della storia e leggende di antichi artefatti archeologici.
- Greg Farshtey e John Terra (1996). Indiana Jones and the Sky Pirates and other Tales. WEG
- Lee Garvin (1997). Indiana Jones Magic & Mysticism; The Dark Continent. WEG. Introduzione della magia e di personaggi che possono usarla nell'ambientazione.

La WEG produsse anche delle miniature.